# Navadni parketar
Navadni parketar (znanstveno ime Lyctus linearis) je vrsta hrošča iz družine trdoglavcev, eden najpogostejših lesnih škodljivcev v človeških bivališčih. Izvira iz tropskih predelov, danes pa je razširjen po vsem svetu. Najpogosteje napada les listavcev.

## Opis in biologija
Odrasli hrošči so dolgi od 4 do 7 mm, ličinka pa doseže dolžino do 5 mm in je podobna ličinki navadnega trdoglavca. Ličinke se hranijo s celulozo v lesni beljavi in pri tem v les vrtajo rove, ki so zapolnjeni s črvino in potekajo v smeri lesnih vlaken. Nato se pod površino zabubijo, po nekaj tednih pa se na plano pregrizejo imagi. Premer izletnih odprtin znaša 1 do 2 mm.

## Škodljivec
Navadni parketar med vsemi insekti, ki napadajo odmrli les, prenese najnižjo vlažnost. Najbolj mu ustrezna lesna vlažnost okoli 16 %. Med vsemi insekti, ki napadajo suh les, prenese najnižjo vlažnost. Ker se ličinke hranijo z beljavo znotraj lesa ostanejo zunanje površine lesa ohranjene, prisotnost škodljivca pa se opazi šele po pojavu izletnih odprtin.